# Пляшка рому з сифоном
«Пля́шка ро́му з сифо́ном» (інша назва «Кубісти́чний живо́пис») — картина іспанського художника Сальвадора Далі, написана в 1924 році; виконана в стилі кубізму.

## Опис
Полотно являє собою дещо середнє між кубістичними тенденціями того часу та роботами італійських художників школи метафізичного живопису, які Сальвадор Далі бачив у журналі «Валорі пластічі» («Пластичне мистецтво»). Картина демонструвалася на двох великих виставках 1925 р.: на Першій виставці Товариства іберійських художників (у виставковій залі «Ретіро» в Мадриді) та першій персональній виставці Далі (в галереї Далмау в Барселоні).
У 1925 році Далі писав Гарсіа Лорці:
|  | Я проводжу експерименти з метою створення атмосфери, або, кажучи точніше, вивчаю структуру порожнечі; на мій погляд, пластичність порожнечі, на яку я раніше не звертав уваги, є дуже цікавою, оскільки ця пластичність майже завжди виникає з пластичності твердої матерії. |